# Kaaru
Koordinaten: 58° 7′ N, 27° 14′ O
Kaaru ist ein Dorf (estnisch küla) im Südosten Estlands. Es gehört zur Gemeinde Põlva (bis 2017 Mooste) im Kreis Põlva.

## Beschreibung
Das Dorf hat 56 Einwohner (Stand 1. Januar 2017).
In dem Ort befindet sich seit 1930 ein Bethaus der baptistischen Gemeinde.

## Persönlichkeiten
Auf dem Bauernhof Kitse talu wurde der Maler, Graphiker und Schriftsteller Jaan Vahtra (1882–1947) geboren. Seit 1972 erinnert an dem Gebäude eine Gedenktafel an ihn.